# Polanka (województwo pomorskie)
Polanka – osada leśna w Polsce położona w województwie pomorskim, w powiecie sztumskim, w gminie Sztum.
W latach 1975–1998 miejscowość należała administracyjnie do województwa elbląskiego.